# 程奎
程奎（1550年—？），字國光，直隸徽州府歙縣人，民籍，明朝政治人物。

## 生平
應天府鄉試第一百十一名，萬曆五年（1577年）丁丑科會試第二百五十一名，登三甲第二百零一名進士。歷官光禄寺少卿，二十一年十二月改任太僕寺少卿、分司東路，二十三年八月升太常寺少卿，二十四年六月奉命祭祀代定王朱鼐鉉。二十八年九月起補原官，二十九年六月升通政使司右通政，九月升南京太常寺卿。

## 家族
曾祖程太生；祖父程積興；父程廷壽。母凌氏。慈侍下。兄程輅、程輈。